# Aultlarie Tin Cottage

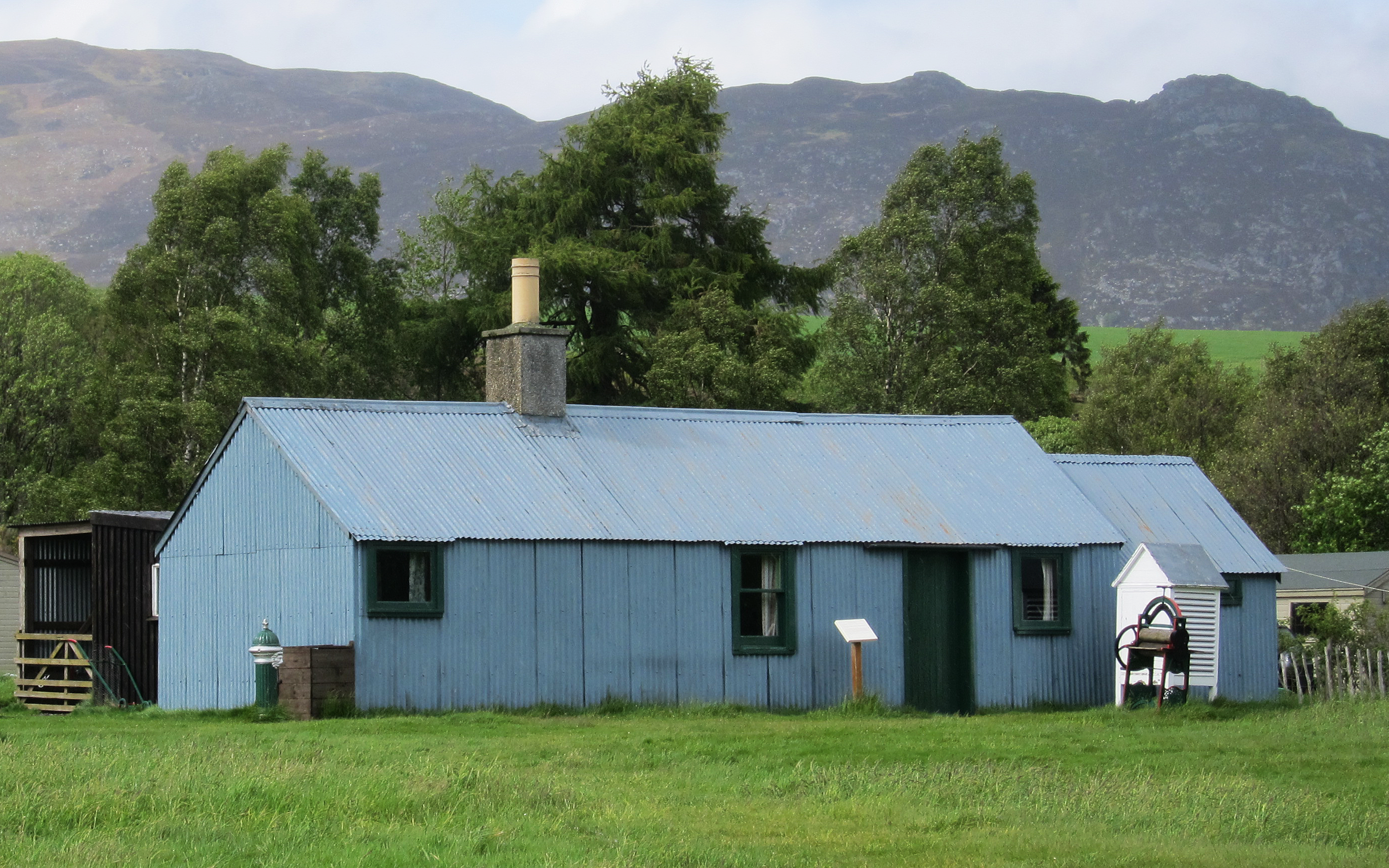
Aultlarie Tin Cottage

Aultlarie Tin Cottage is een huis in het Highland Folk Museum te Newtonmore, Schotland. Het werd hoogstwaarschijnlijk gebouwd door een plaatselijke lasser, rond 1890. Het interieur weerspiegelt de tijdsgeest rond 1930. Het huis is gemaakt van ijzeren golfplaten wat men ter plaatse crinkly tin noemt, bevestigd op een houten structuur. Het staat op zijn oorspronkelijke locatie.
Aultlarie Tin Cottage heeft drie kamers: een goede kamer of ontvangstkamer (Engels: parlour), een woonkamer met open haard en een alkoof met een bed en een derde ruimte die ingericht is als zomerkeuken. De extensie aan de buitenzijde werd ooit gebruikt als badruimte.
Het huis werd gebruikt door loonwerkers, als zomerhuis en later als winkel voor landbouwproducten.

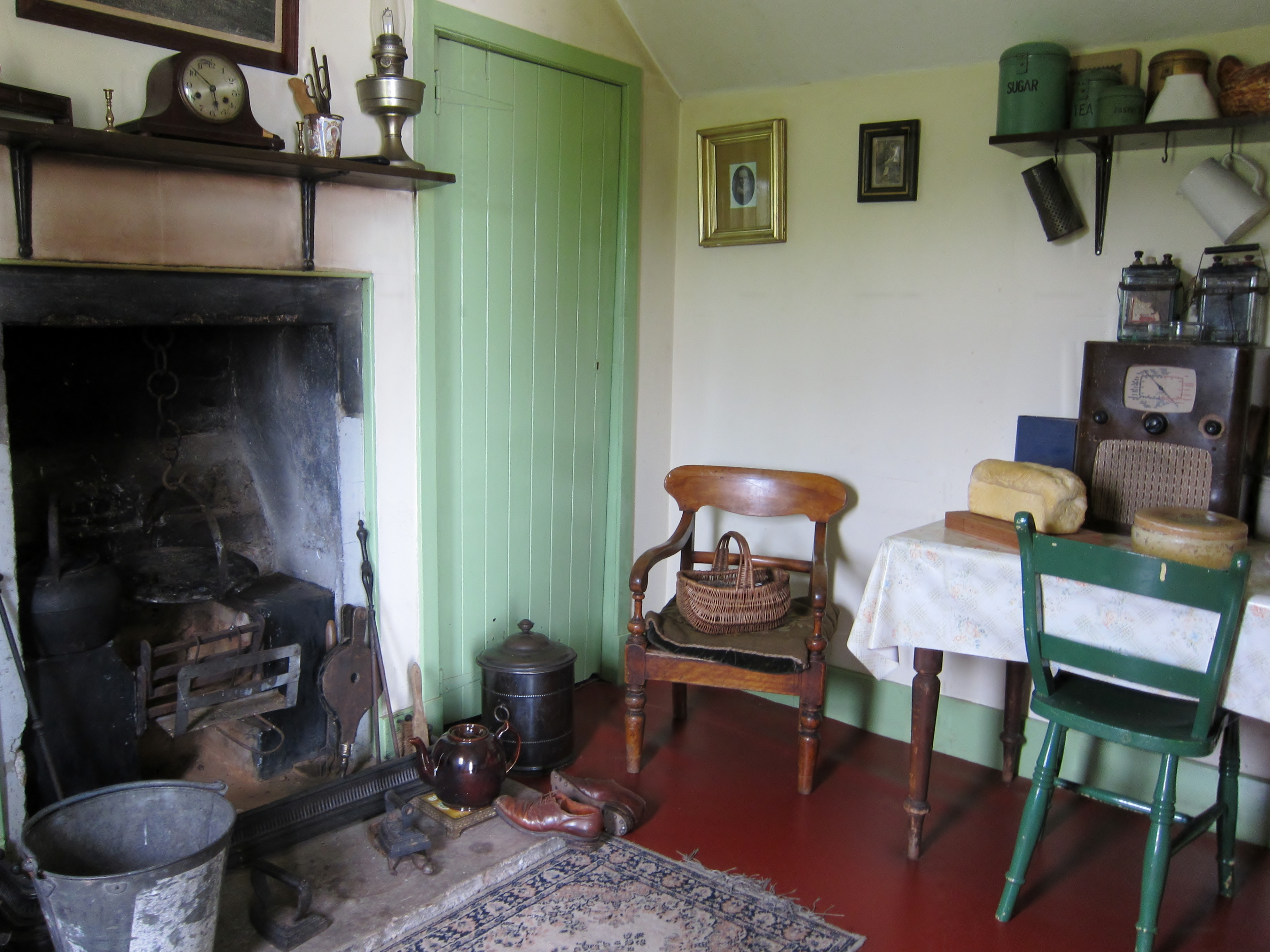
De woonkamer
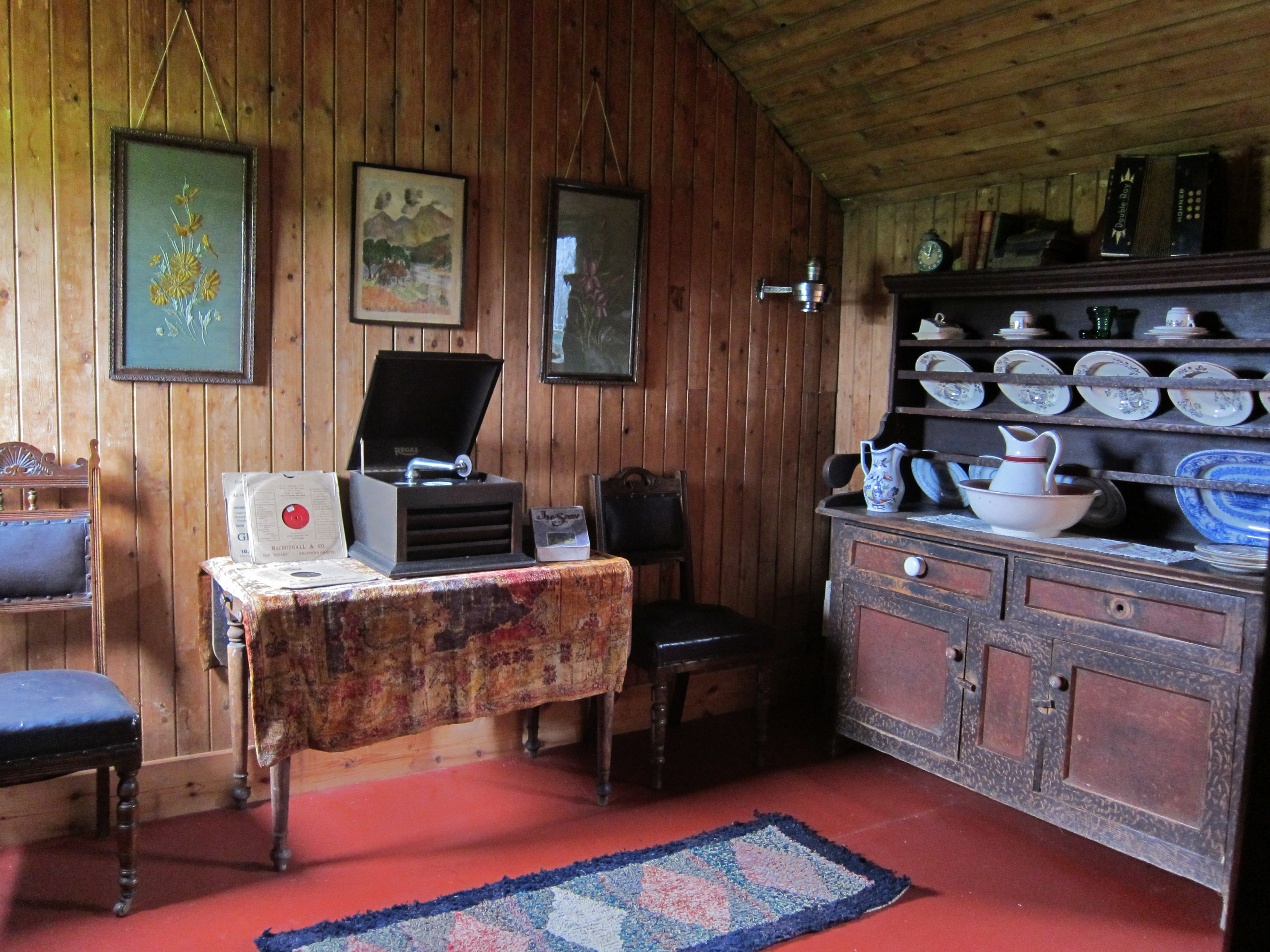
De beste kamer
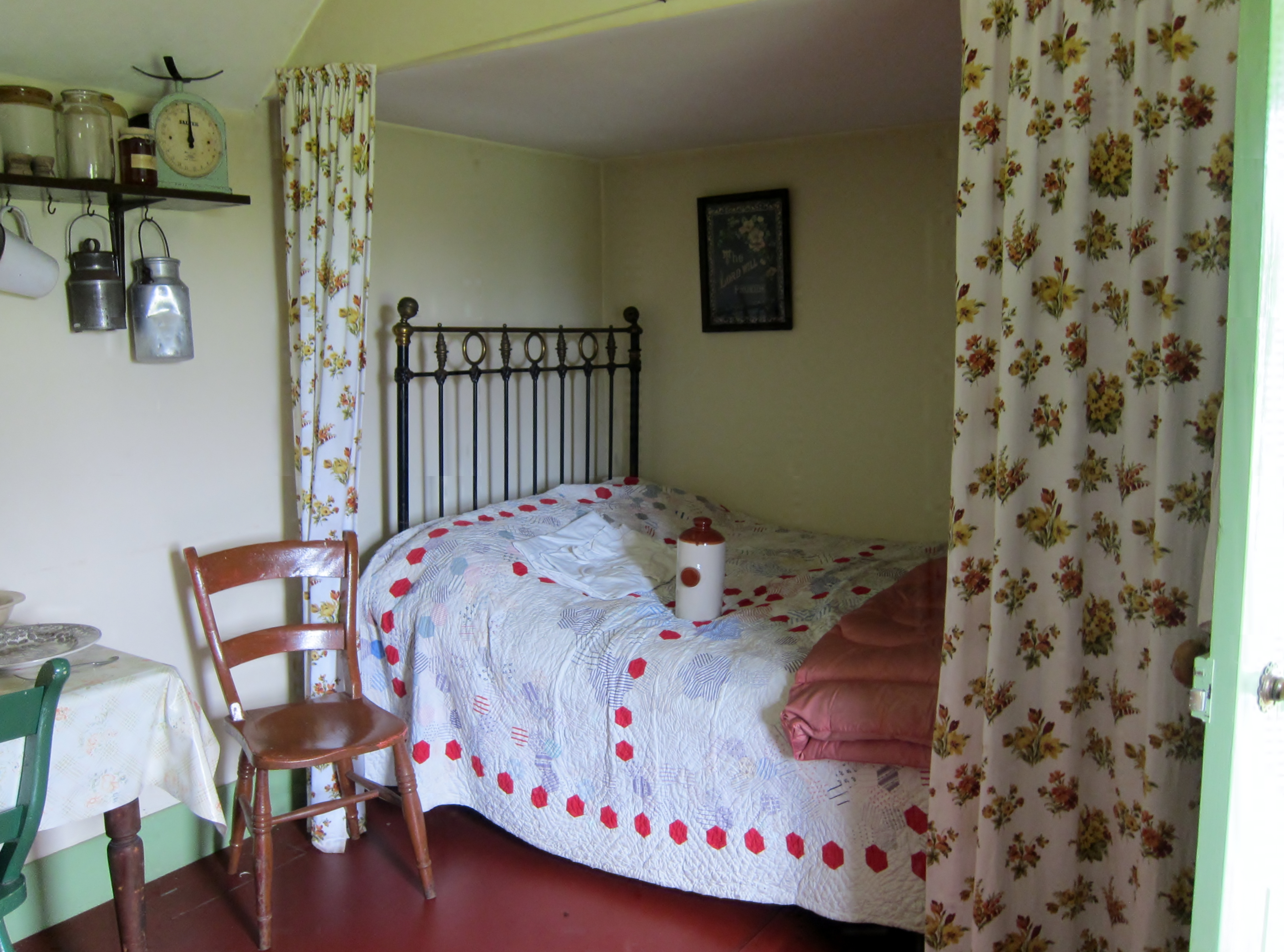
Alkoof met bed